# Ашен (Звёздные врата)
Аше́н (англ. Aschen) — вымышленная человеческая раса во вселенной научно-фантастического телесериала Звёздные врата: SG-1.

## Характеристика
Ашен — прогрессивная человеческая раса, чей технологический уровень на столетия опережает земной на момент контакта Земли с Ашен. Ашены — не исследователи и предпочитают не путешествовать вне своей Конфедерации, но их очень интересуют знания о галактике. Раса Ашен сильно отличается от Тау’ри и многих других человеческих рас. Они не проявляют почти никаких эмоций и у них отсутствует чувство юмора. Из-за этого Джек О'Нилл прозвал их «расой бухгалтеров». По отдельности Ашены обычно выглядят высокомерными, но это компенсируется тем, что они очень умны, практичны и терпеливы. Ашены обычно планируют свои действия на века вперёд и, будучи довольно проницательными, могут распознать проблемы задолго до их возникновения.

## Конфедерация Ашенов
Ашены — лидеры своей собственной Конфедерации планет, которые находятся вблизи их родной звездной системы. Большинство этих планет являются сельскохозяйственными мирами, урожаи которых переправляются на главные миры Конфедерации через Звёздные врата, чтобы накормить большое население главных планет Ашена. Конфедерация, по-видимому, является собранием рас, тихо захваченных Ашенами. Ашены приглашают новооткрытые миры в свою Конфедерацию под предлогом обмена и передачи технологий, но затем они постепенно уничтожают большую часть населения каждой такой планеты при помощи микробиологического оружия избирательного действия и используют оставшееся население для своих целей. Земля едва не стала членом Конфедерации, но SGC вовремя узнало о настоящих планах Ашена. Земля из-за своей удаленности от Конфедерации была очень интересна Ашену, она могла стать центром и плацдармом для создания второго сектора Конфедерации.

## Научные достижения расы Ашен
- Голо-проекторы — Технология, позволяющая Ашен проецировать изображения.
- Звёздолёты  — Ашены разработали космические корабли, дальность движения которых была не более трёхсот световых лет.
- Телепортеры — Ашенов способны перемещать в пространстве людей и грузы в пределах планеты.
- Оборонные лазеры
- Биологическое оружие — Раса ашенов создала программируемый вирус, способный устранять только носителей определелённых типов ДНК, не представляя угрозы для всего населения всей планеты. Вирус запечатывался в подобии бомбы, которая взрываясь выпускала его наружу.
- Наблюдательный спутник — Наблюдательные спутники использовались Ашенами для анализа событий, происходящих в Галактике, а также предсказания некоторых космических явлений, таких как солнечные вспышки.
- Средство от старения — Ашены разработали эликсир молодости, замедлявший старение организма и тем самым в два раза увеличивавший продолжительность жизни. Однако он имел скрытое свойство, обнаруживавшееся уже после применения — средство стерилизовало применивших его. Таким образом ашены контролировали популяцию рас, вступавших в их Конфедерацию.
- Продвинутая медицина — Ашены могли с невероятной скоростью лечить переломанные конечности, а также диагностировать и лечить рак и другие болезни.

## Съёмки
Ашены появляются в двух сериях четвёртого и пятого сезонов сериала «Звёздные врата: SG-1», причём серия четвёртого сезона хронологически описывает более поздние события, чем серия пятого, представляя собой описание мира альтернативного будущего, которое удалось изменить, используя возможность путешествия во времени с помощью Звёздных врат. Также эта цивилизация упоминается в ещё одном эпизоде наряду с асгардами и толланами как одна из рас, слишком развитых, чтобы эффективно противостоять угрозе со стороны репликаторов.
Первоначально название «Ашен» произносилось с ударением на первый слог, но режиссёр и сценарист Питер Делуиз отметил, что это произношение не сочетается с внешним видом представителей этой расы в сериале. В итоге название расы произносят с ударением на второй слог.